# Frans II Francken

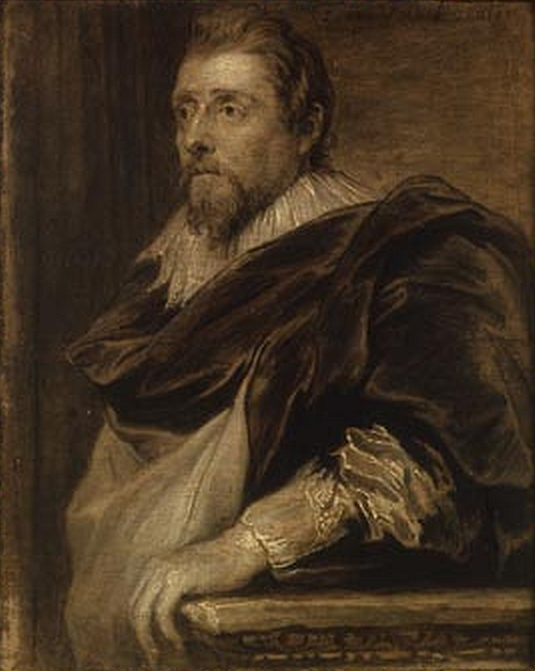
Frans Francken d. J. porträtiert von Anthonis van Dyck

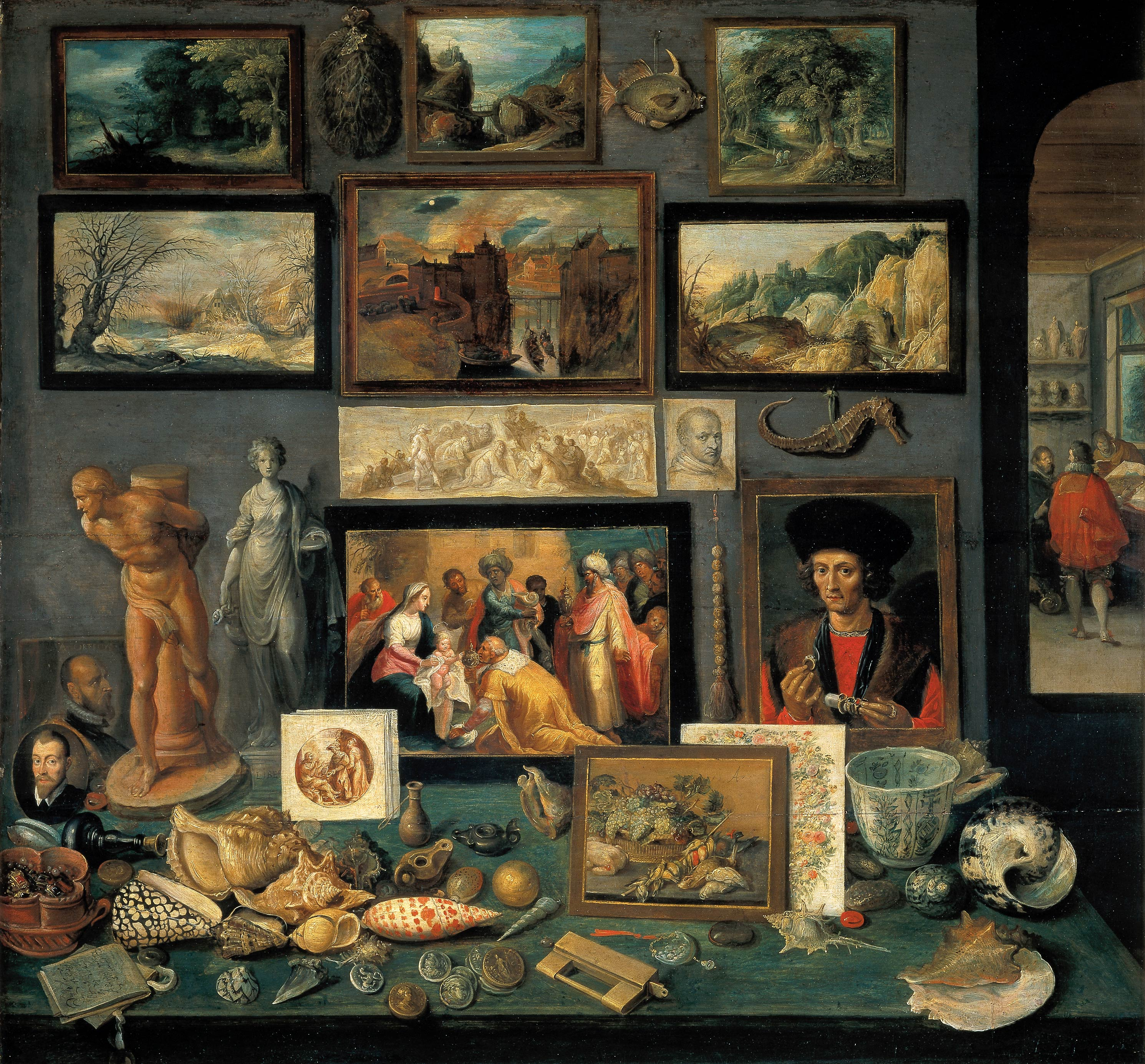
Kunstkamer, 1636, KHM

Frans Francken der Jüngere (* 1581 in Antwerpen; † 6. Mai 1642 ebenda) war ein flämischer Maler und Zeichner des Barocks. Er war das bekannteste und künstlerisch begabteste Mitglied der Malerfamilie Francken. Er war zunächst Schüler seines Vaters Frans I Francken , einem Schüler von Frans Floris. 1605 erfolgte die Freisprechung zum Meister. 1614/15 wurde er Dekan der Lukasgilde. Sein Sohn Frans III Francken (1607–1667) war ebenfalls Kunstmaler.
Sein Œuvre umfasst Allegorien, Kabinettbilder, Historienmalerei, Genredarstellungen, Stillleben, Kunstkammerbilder (Cabinet d’Amateur), Altarbilder und Bildergalerien. Francken II. wird sowohl die Etablierung der Kunstkammerbildergattung als auch der Genredarstellungen mit Affen zugeschrieben; beide wurden fortan in der flämischen Malerei populär. Charakteristisch sind die betonten Augensterne seiner Figuren. Häufig wiederholt er bestimmte Merkmale seiner Typen.

## Werke (Auswahl)

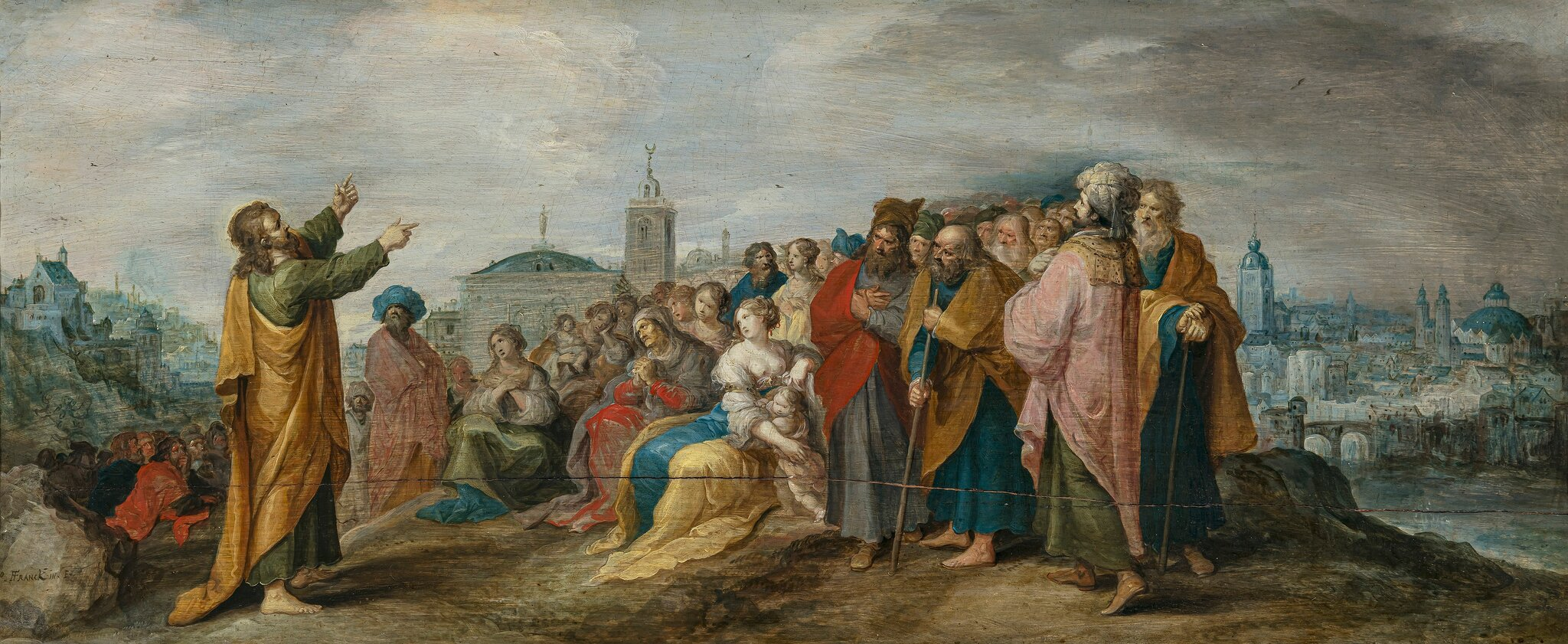
Die Bergpredigt, 1606

- Die Versuchung des Hl. Antonius, 1605
- Die Bergpredigt, 1606. (Das Gemälde war von den Nationalsozialisten für den Sonderauftrag Linz vorgesehen und wurde zum Restitutionsgut.[2] Es tauchte 2008 in der BR-Sendung Kunst und Krempel auf[3] und wurde von den Erben eines NS-Kasernenwartes 2023 versteigert.)
- Gastmahl im Hause des Bürgermeisters Rockox, um 1630/35, Alte Pinakothek
- Die Großmut des Scipio, Öl auf Holz, 53 × 78 cm, 1634
- Die Krönung Mariens (Werkstatt), Öl auf Holz, 64 × 48 cm
- Ecce Homo,  Öl auf Holz, 29 × 35,5 cm
- Ecce Homo, Öl auf Holz, 41 × 37 cm
- Mit Hieronymus Francken III.: Triumphzug des Bacchus, Öl auf Holz, 50,2 × 74 cm
- Verspottung Christi (Werkstatt), umrahmende Grisaillemalerei und Öl auf Kupfer, 35,5 × 28 cm.[4]
- Anbetung der Könige (zugeschrieben), Öl auf Kupfer, 35,5 × 29,5 cm,
- Gefangennahme Christi,  Öl auf Eichenholz, 30 × 24 cm,
- Das Gastmahl des Belsazar, Öl auf Holz, parkettiert, 74,5 × 107 cm,
- Die Heilige Veronika, die dem kreuztragenden Christus das Schweißtuch reicht, Öl auf Holz, 49,5 × 64 cm
- Huldigung an die Göttin Mephites, Öl auf Holz, parkettiert, 54 × 75 cm
- Das Gastmahl (Werkstatt), Öl auf Kupfer, 36 × 44 cm
- Hochzeit zu Kanaa,  Öl auf Holz, parkettiert, 44,4 × 61 cm.
- Virgil im Korb, Öl auf Kupfer, 49 × 65 cm
- Der Judaskuss (zugeschr.), 16,5 × 13 cm
- Kalvarienberg (Umkreis), Öl auf Kupfer, 24,5 × 20 cm
- Apollo unter den Musen, Öl auf Holz, 31 × 63,5 cm
- Grablegung Christi, Öl auf Marmor, Aachen, Suermondt-Ludwig-Museum, Inv. Nr. GK 158